# Anarchopanda

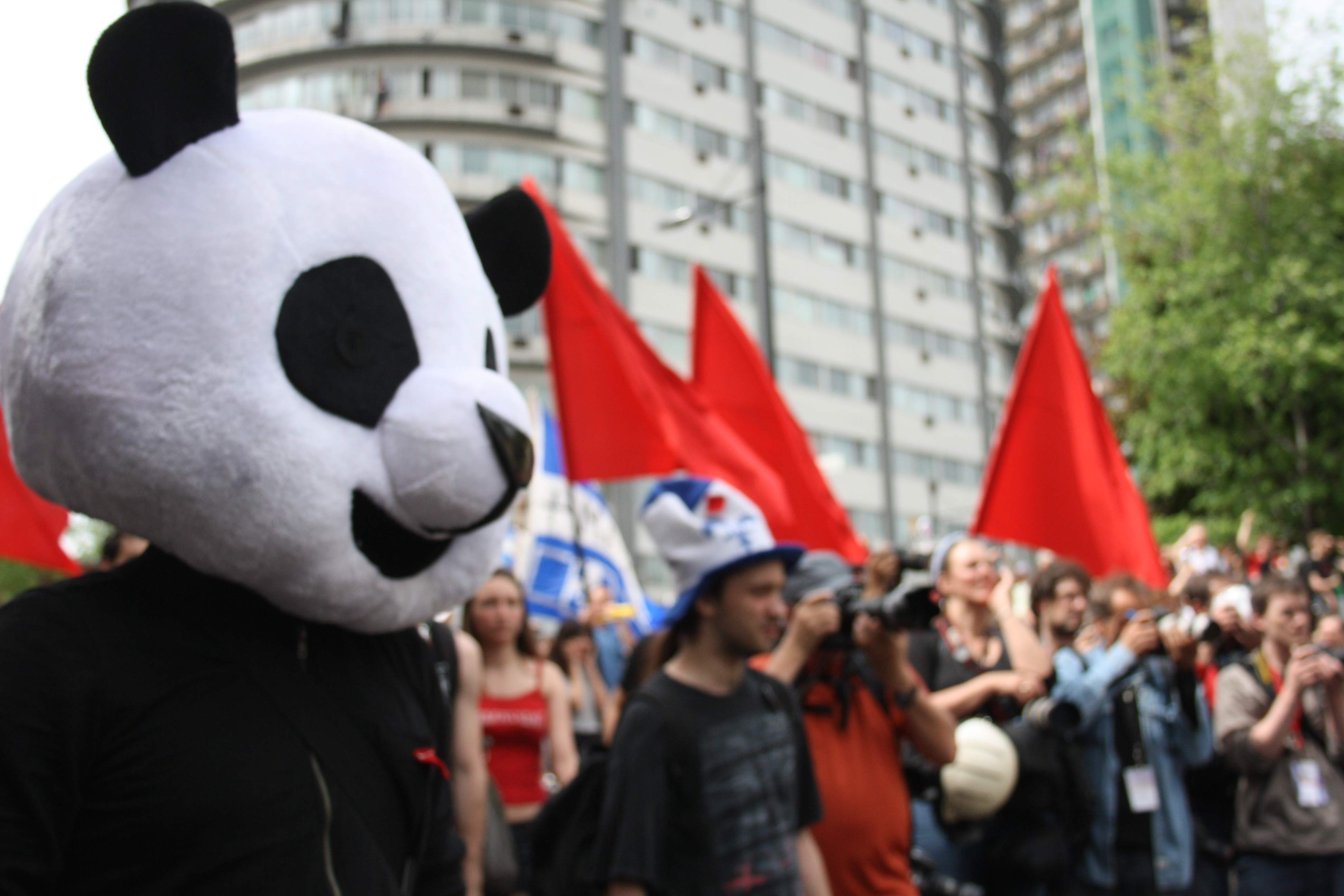
Anarchopanda na manifestação de 22 de maio de 2012 em Montreal

Anarchopanda é um personagem envolvido com a greve estudantil da província de Quebec, Canadá, em 2012. Ele se opõe ao aumento do custo da educação superior e é a favor da gratuidade escolar. Apresenta-se como um panda gigante de pelúcia, que participa das manifestações estudantis, distribuindo abraços tanto aos manifestantes quanto aos policiais.

## Perfil
Professor de filosofia na região de Montreal e simpatizante de filósofos como Platão, Aristóteles e Plotino, o Anarchopanda apareceu pela primeira vez em 8 de maio de 2012, e participou de diversas manifestações desde então.
O Anarchopanda descreve-se como um "anarcopacifista" e posiciona-se entre os estudantes manifestantes e a polícia durante as intervenções que julga injustificadas. Em entrevista ao jornal Le Devoir, de Montreal, ele diz que suas ações visam se opor à brutalidade policial: "Se os estudantes pacíficos que manifestam de maneira normal merecem golpes de cacetete, ou ser atacados com spray de pimenta e gás, balas de borracha e bombas de efeito moral, eu também mereço".
Antes de usar pela primeira vez a fantasia que comprou no E-Bay China, participou, "em sua própria pele humana" de 70 manifestações da greve estudantil do Québec de 2012.
Ainda que sua fantasia viole a regra municipal que proíbe o uso de máscaras, ele alega ter sido preso apenas uma vez, quando o ônibus em que estava foi parado pela polícia. O Anarchopanda participa de manifestações principalemente em Montréal, mas também foi à cidade de Quebec em 24 de maio de 2012, para participar de um protesto contra a prisão de 176 manifestantes na véspera dessa data.